# 西旸镇
西旸镇是中华人民共和国浙江省温州市泰顺县下辖的一个镇。
2016年9月8日，浙江省人民政府批复同意调整三魁镇管辖范围，增设西旸镇，镇政府驻府前路18号。

## 行政区划
西旸镇下辖以下村级行政区划单位：
面前岭社区、门楼坳村、老鹰岩村、瑞后村、外西坑村、尾厝村、叶瑞旸村、横川旸村、双旸村、竹茂旸村、垟边村、富家垟村、后头村、可溪村、坑斗村、彭坑垟村和白海村。